# Marguerite Pagès-Marinier
Marguerite Pagès-Marinier, född 1725, död 1786, var en fransk journalist och tidningsredaktör.
Hon var dotter till lantarbetaren Antoine Pagès och Louise Doulzague och gifte sig 1760 med skomakaren Pierre Marinier i Montpellier. Hon uppges 1770 vara verksam som tandläkare.
Hon utgav tidningen Annonces, affiches et avis divers de Montpellier mellan 1770 och 1776. Hennes tidning var framgångsrik men lades ned 1776 därför att den saknade tillstånd. Hon återupptog utgivningen under namnet Journal de la généralité de Montpellier 1779, och den blev även denna gång lönsam, men då hon fortfarande inte lyckades få tillstånd, lades den ned igen 1781. 